# Фунду-Молдовей
Фунду-Молдовей (рум. Fundu Moldovei) — село у повіті Сучава в Румунії. Входить до складу комуни Фунду-Молдовей.

## Розташування
Село знаходиться на відстані 348 км на північ від Бухареста, 64 км на захід від Сучави.

## Історія
Давнє українське село південної Буковини. За переписом 1900 року в селі Фунду-Молдовей Кимполунгського повіту були 716 будинків, проживали 3177 мешканців: 150 українців, 2603 румуни, 121 німець, 179 євреїв, 2 поляки, 7 угорців.

## Населення
За даними перепису населення 2002 року у селі проживали 1853 особи, з них 1850 осіб (99,8 %) румунів. Рідною мовою 1851 особа (99,9 %) назвала румунську.